# Gorušika
Gorušika (lat. Calepina), monotipski rod jednogodišnjeg ili dvogodišnjeg raslinja iz porodice krstašica, rasprostranjen po Europi i sjeverozapadnoj Africi, od Sredozemlja na istok do Irana  i Kavkaza.
Jedina vrsta u rodu je nepravilna gorušika ili gorušika naborita, ili jednostavno gorušika

## Sinonimi
Za nju postoje brojni sinonimi, a bazionim je Myagrum irregulare Asso.

## Slike
- C. irregularis
- C. irregularis
- C. irregularis
- C. irregularis